# Acauã
Acauã (aparținând Piauí) este un oraș în Brazilia.